# Anthophora senilis
Anthophora senilis är en biart som beskrevs av Eduard Friedrich Eversmann 1846. Anthophora senilis ingår i släktet pälsbin, och familjen långtungebin. Inga underarter finns listade i Catalogue of Life.